# Liste des chaînes de télévision en Roumanie
Cet article présente la liste des chaînes de télévision en Roumanie.

## Chaînes de télévision publiques
Le groupe de télévision publique de Roumanie est l'entreprise Televiziunea Română. Elle comporte les chaînes suivantes :
- TVR1, chaîne généraliste
- TVR2, chaîne généraliste
- TVR3, chaîne généraliste reliant l'ensemble des antennes régionales :
  - TVR Cluj, chaîne régionale à destination de la Transylvanie et Maramureș
  - TVR Craiva, chaîne régionale à destination de l'Olténie et la partie ouest de la Munténie notamment Argeș et Teleorman
  - TVR Iași, chaîne régionale à destination de la Moldavie et de la Bucovine
  - TVR Târgu-Mureș, chaîne régionale à destination des județe à forte minorité hongroise : Mureș, Harghita et Covasna.
  - TVR Timișoara, chaîne régionale à destination du Banat et de Crișana
- TVR Cultural, chaîne destinée à l'art et la culture. Depuis le 15 septembre 2012 en révision technique.
- TVR Info, chaîne d'information
- TVR Folclor, chaîne folklorique
- TVR Sport, chaîne de sport
- TVR International, chaîne internationale

## Télévision privée

### Central European Media Enterprises
Central European Media Enterprises (CME) est une entreprise des Bermudes qui détient à 95% le groupe de télévision Media Pro. CME propose les chaînes suivantes :
- Pro TV : chaîne généraliste vrei Pro TV! ("tu veux Pro TV !")
- Pro TV HD : Pro TV en diffusion Haute Définition
- Acasă : chaîne à destination d'un public féminin trăiești cu pasiune! ("tu vis avec passion !")
- Acasă TV HD : Acasă TV en diffusion Haute Définition
- Acasă Gold : chaîne à destination d'un public féminin aici e lumea ta ("c'est votre monde")
- Pro Cinema : films et séries te prinde! ("ça te prend")
- Pro Arena : chaîne sportive noul sport național! ("le nouveau sport national !")
- Pro Arena HD : Pro Arena en Haute Définition

### Intact Media Group
Intact Media Group est une entreprise créée par Dan Voiculescu en 1991. Les chaînes proposées par le groupe sont :
- Antena 1 : chaîne généraliste.
- Antena Stars : chaîne de divertissement.
- Antena 3 CNN : chaîne d'information en continu
- Happy Channel : chaîne à destination d'un public féminin
- Antena Internațional : chaîne international à destination des États-Unis et du Canada.
- ZU TV, chaîne de musique

### Realitatea-Cațavencu
Le groupe Realitatea-Cațavencu a été créé par la jonction du journal et groupe de presse Academia Cațavencu et l'entreprise Realitatea.
- Realitatea Plus : chaîne d'information (pour les minorités roumaines des pays voisins de la Roumanie)

### RCS & RDS
RCS & RDS est le plus grand fournisseur d'accès à Internet en Roumanie et propose les chaînes de télévision suivantes :
- DIGI Sport 1 et sa version HD : chaîne Sports
- DIGI Sport 2 et sa version HD : chaîne Sports
- DIGI Sport 3 et sa version HD : chaîne Sports
- Film Now et sa version HD : films
- DIGI Life et sa version HD : mode de vie
- DIGI World et sa version HD : documentaires culturels
- DIGI Animal World et sa version HD : documentaires animaliers
- DIGI24 HD : chaîne d'information
- U TV : chaîne musicale (il existe une version HD et 3D)
- Music Channel : chaîne musicale
- H!T Music Channel et sa version HD : chaîne musicale spécialisée dans les années 1980

### Mooz TV SRL
Mooz TV SRL est une compagnie de canaux on en Roumanie. Mooz TV SRL possède les chaînes (Mooz RO!, Dance et Hits)
- Mooz Ro : chaîne musicale spécialisée en musique roumaine
- Mooz Hits : chaîne musicale spécialisée en tubes du moment
- Mooz Dance : chaîne musicale spécialisée en dance
- Sport Extra : chaîne Sports

### Centrul Național Media
- Național TV : chaîne généraliste
- Național 24 Plus : chaîne généraliste
- Favorit TV : chaîne musicale populaire

### Clever Group
- Prima Sport 1 : chaîne Sports
- Prima Sport 2 : chaîne Sports
- Prima Sport 3 : chaîne Sports
- Prima Sport 4 : chaîne Sports
- Prima Sport 5 : chaîne Sports
- Prima TV Roumanie : chaîne généraliste
- Prima News : chaîne d'information
- Prima Comedy : chaîne de comédie
- Prima History : chaîne de documentaire
- Prima World : chaîne gastronomique
- Profit News : chaîne d'information
- Agro TV : chaîne agricole
- Cinemaraton : chaîne de cinéma
- Medika TV : chaîne du système médical
- Nostalgia TV : chaîne de cinéma

### Discovery România
Les chaînes du groupe Discovery România sont les chaînes du groupe américain Discovery Communications sous-titrées en roumain ou leurs versions locales.
- Discovery Channel : chaîne de documentaire
- ID Investigation Discovery
- TLC
- Animal Planet

### HBO România
Les chaînes du groupe HBO România sont les chaînes du groupe américain HBO sous-titrées en roumain ou leurs versions locales.
- HBO et sa version Haute Définition
- HBO 2
- HBO 3
- Cinemax
- Cinemax 2

### Antenna Group
Antenna Group est une société grecque.
- AXN
- AXN White
- AXN Black
- AXN Spin
- Kiss TV
- Magic TV
- Rock TV

### NBCUniversal
NBCUniversal est un conglomérat de médias américain.
- Diva Universal

### AMC Networks International
AMC Networks International est une société de Liberty Global leader mondial de la télévision par câble et satellite américain.
- Film Café
- Film Mania
- AMC
- TV Paprika
- Extreme Sports Channel
- CBS Reality
- JimJam
- Minimax

### IKO România
- Fishing & Hunting Channel
- Duck TV
- Life TV
- Sláger TV
- SuperOne

### Fox Broadcasting Company
Division télévision du groupe News Corporation de Rupert Murdoch.
- National Geographic Channel
- National Geographic Wild
- Baby TV

### A&E Television Networks
A&E Television Networks est un groupe de média américain en partie appartenant à The Walt Disney Company.
- The History Channel

### Groupe TF1
Groupe audiovisuel français
- Eurosport
- Eurosport 2
- TV5 Monde Europe

### Warner Bros. Discovery
- Cartoon Network
- Cartoonito
- Warner TV